# Aloe vaombe
Aloe vaombe là một loài thực vật có hoa trong họ Măng tây. Loài này được Decorse & Poiss. mô tả khoa học đầu tiên năm 1912.

## Hình ảnh

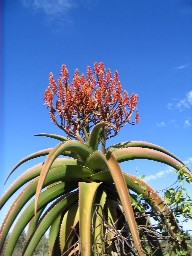